# Абдельмаджид, Азия
Азия Мухаммад Том ат-Тахер аль-Китаби (араб. آسيا محمد توم الطاهر الكتيابي‎, более известна под псевдонимом Азия Абдельмаджид, араб. آسيا عبد الماجد‎ 1943 — 3 мая 2023) — пионер суданского театра, педагог и первая профессиональная суданская актриса, получившая признание за свои сценические выступления.

## Биография
Родилась в Омдурмане. Мать — Батуль Мухаммад Ахмед аль-Шейх аль-Джали. Девушка жила под опекой своего родственника Абдула (Абделя) Маджида, который стал для неё вторым отцом. В будущем Азия взяла его имя в качестве сценического псевдонима.
Получила начальное образование в школе Абделя Монейма в Хартуме, а среднее образование — в школе Карари, где вступила в актёрскую ассоциацию школы, работая под руководством Бутана Халеда. В 1959 году поступила в женское училище в Омдурмане, после окончания которого в 1962 году работала там преподавателем. Позже получила степень магистра в Хартумском международном институте арабского образования и дальнейшего обучения. Затем продолжила образование в Египте. В каирском театре «Аль-Хайям» Азия сыграла второстепенную роль в спектакле «Аль-Бакашин» с Фаридом Шауки в главной роли.
С 1963 года работала в общественном театре и снялась в сериале «Рамаданият» с Фаделем Саидом в главной роли. В 1965 году сыграла в спектакле «Бамсика», премьера которого состоялась в новом Омдурманском национальном театре.

## Гибель
В середине апреля 2023 года в Судане вспыхнул конфликт между армией и Силами быстрого реагирования. Вечером 3 мая 2023 года Азия Абдельмаджид скончалась в Хартуме от осколочного ранения, полученного при попадании снаряда в её дом.
Её похоронили через несколько часов после стрельбы на территории детского сада, где она работала, потому что везти её на кладбище было слишком опасно.